# Alexander Michailowitsch Mischon

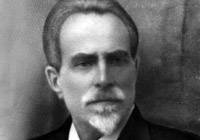
Alexander Mischon

Alexander Michailowitsch Mischon (russisch Александр Михайлович Мишон; * 5. Juli 1858 in Charkow; † 5. Juli 1921 in der Nähe von Samara) war ein russischer Fotograf und Regisseur. Für das Kino von Russland und Aserbaidschan gehört er zu den Filmpionieren.

## Leben
Mischon wurde in Charkow in eine französischstämmige Familie geboren, er wuchs dort auf und begann seine Karriere als Fotograf in seiner Heimatstadt. Dort besaß er ein Fotostudio, bis er nach Baku umzog. Dort lebte er für die nächsten 25 Jahre.
1898 begann er schließlich mit einem Cinématographen der Brüder Lumière seine ersten Filme zu drehen, dabei fing er meistens Impressionen von Ereignissen und Landschaften ein. Einige seiner Filme wurden international aufgeführt. Sein filmisches Wirken ist sowohl dem russischen als auch dem aserbaidschanischen Kino zuzurechnen, da Aserbaidschan damals zu Russland gehörte.
Mischon starb 1921 in der Nähe von Samara.

## Filmografie
- 1898: Balaxanıda neft fontanı
- 1898: Balaxanı-Sabunçu polis idarəsi süvari qorodovoyların at oynatmaları
- 1898: Bibiheybatda neft fontani yangini
- 1898: Alahazrat buxara amirinin 'Veliki knyaz Aleksey' paroxodunda yolasalma marasimi
- 1898: Ilisdin
- 1898: Qafqaz raqsi
- 1898: Bazar küçasi sübh çag
- 1898: Qafqaz və Merkuri cəmiyyətinin paroxodunun limandan yola düşməsi
- 1898: Qatarın dəmiryol stansiyasına daxil olması
- 1898: Şəhər bağında xalq gəzintisi